# Juelsmindevej (motortrafikvej)
 Juelsmindevej  er en to-sporet motortrafikvej mellem Østjyske Motorvej og Horsensvej/Sekundærrute 170 nord for Vejlebydelen Bredballe. Den er en del af primærrute 23 mellem Roskilde og Vejle.
Nær motorvejen krydser den Sysselvej, hvorfra der er forbindelse til Vejle N og et stort erhvervsområde. 
På den anden side af Østjyske Motorvej fortsætter vejen som Viborg Hovedvej.
| Trafik | Spire Denne trafikartikel er en spire som bør udbygges. Du er velkommen til at hjælpe Wikipedia ved at udvide den. |

55°44′45″N 9°36′25″Ø / 55.7458°N 9.6069°Ø